# Bassface Sascha
Bassface Sascha (eigentlich Sascha Dürk) ist Breakbeat-DJ der ersten Stunde und gilt seit den 1990er Jahren als Wegbereiter der Jungle und Drum-and-Bass-Szene in Deutschland.
Dürks Karriere begann Ende der 1980er Jahre im Techno-Umfeld. Zusammen mit Produzenten wie Arno Müller-Maiss veröffentlichte er zwischen 1988 und 1992 unter den Pseudonymen Absurd, Hypnopedia, New Scene, Duce und Fazer früheste Techno-/Acid-Produktionen in Deutschland.
1991 legte er mit Holger Klein im Mannheimer Club Milk! auf und trug damit zur Verbreitung von Jungle und Drum and Bass bei. Ein Jahr später spielte er auf der Mayday das erste Jungle-Set auf einem deutschen Großrave. 1992 bis 1994 war er Resident-DJ im Frankfurter Club XS. Er hatte internationale Auftritte bei Loveparade, Mayday, One Nation, Kings Of The Jungle, Meditation, Future, Nature One, SonneMondSterne, Sun and Bass und unzähligen anderen Veranstaltungen.
Auf Evosonic Radio moderierte er ab 1997 seine eigene Show Reload, ab 1999 moderierte er auch die Sendung Outbreak bei dem mittlerweile eingestellten Sender HR XXL und hatte mehrere Gastauftritte bei der Sendung Clubnight beim Nachfolgesender You FM. Auch bei MTV, VIVA und GIGA trat er als Gast-VJ auf.
Er gründete 1994 das Plattenlabel Smoking Drum Recordings und veröffentlichte vor allem Werke deutscher Newcomer wie Paderborn Killers und Bassline Generation. Bereits nach 20 Veröffentlichungen wurde das Label 1997 bei den Future Music Awards zum besten deutschen Drum-and-Bass-Label ausgezeichnet. Sascha selbst erhielt eine Auszeichnung als bester nationaler Produzent und bester DJ.
In den Folgejahren 2006, 2008 und 2009 konnte er seinen Stand als bester deutscher DJ bei den Future Music Award behaupten.
Sein 1999 bei Mole Listening Pearls erschienenes erstes Album nannte er Different Faces. 2002 erschien sein Werk Machine Vs. Smokin’ Drum – Round One mit einem Perfect Day-Remix.
2008 hatte er seinen bis dahin größten Erfolg mit dem Track International Sound auf dem englischen Label Stereotype.